# ورزشگاه باک سل آرنا
ورزشگاه باک سل آرنا (به ترکی آذربایجانی: Bakcell Arena stadionu) یک ورزشگاه فوتبال در شهر باکو کشور جمهوری آذربایجان و متعلق به فدراسیون فوتبال جمهوری آذربایجان که در سال ۲۰۱۲ میلادی با گنجایش استاندارد ۱۱٬۰۰۰ نفری تأسیس شده‌است. گاهی بازی‌های خانگی تیم باشگاه فوتبال نفتچی باکو علاوه بر ورزشگاه توفیق بهراموف در این ورزشگاه نیز برگزار می‌شود.
ورزشگاه باک سل آرنا یکی از ورزشگاه‌های میزبان مسابقات جام‌جهانی دختران زیر۱۷ سال که در سال ۲۰۱۲ به میزبانی جمهوری آذربایجان برگزارشد، انتخاب شده‌بود.